# Opegrapha paraxanthodes
Opegrapha paraxanthodes är en lavart som beskrevs av Nyl. Opegrapha paraxanthodes ingår i släktet Opegrapha och familjen Roccellaceae.   Inga underarter finns listade i Catalogue of Life.